# Нехай розпочнеться свято
«Нехай розпочнеться свято» (фр. Que la fête commence...) — французька історична драма 1975 року, поставлена режисером Бертраном Таверньє. На першій церемонії французької національної кінопремії «Сезар» у 1976 році фільм здобув 4 нагороди із 7 категорій, в яких був номінований .

## Сюжет
Франція часів Регентства. У Бретані маркіз де Понкаллек (Жан-П'єр Мар'єль) мріє про повстання, яке б змусило регента молодого короля Людовика XV Філіппа Орлеанського (Філіпп Нуаре) заснувати Республіку Бретані. Заради цього він готовий наполегливо домагатися допомоги від ворога Франції — Іспанії. На таємних зборах Понкаллек, що зовсім не має грошей, просить у своїх нечисленних прибічників профінансувати його поїздку до Парижа, де він пред'явить регентові ультиматум. В цей час регент оплакує втрату своєї доньки, герцогині де Беррі, що померла у віці 24 років. Він наказує своєму міністрові абатові Дюбуа (Жан Рошфор), з яким його пов'язує давня дружба, заарештувати Понкаллека, але без кровопролиття. По всій Франції солдати хапають і викрадають бродяг — або тих, кого оголосять такими, — і насильно відправляють їх в луїзіанські колонії. Понкаллек, що йде в Париж, також потрапляє до їхніх рук, але купує свободу за кільце. Трохи пізніше Дюбуа заарештовує його і відправляє в Луїзіану. Перед відправленням Понкаллека, як і інших «колоністів», насильно одружують.
Єдина турбота абата Дюбуа — стати архієпископом. Для цього йому потрібна підтримка англійців, союзників Франції. Але англійці через свого посла вимагають суворих репресій у Бретані і страти Понкаллека. Оскільки маркіз знаходиться вже на півдорозі до Луїзіани, цей варіант абсолютно не влаштовує абата. Проте, на радість Дюбуа, маркізові вдається втекти. На одній з обожнюваних ним оргій Філіпу стає погано; він вимагає доставити до нього Амелі — свою протеже, молоду повію, до якої він дуже небайдужий.
Понкаллек ховається в монастирі, де перебуває хрещениця регента Северіна, але знову потрапляє під арешт. Духовенство, збунтувавшись проти Філіпа, який хоче виставити їх землі на продаж і роздати селянам, провокує банкрутство міністра фінансів Джона Лоу, підтримуваного регентом. За наказом Дюбуа, якого от-от призначать архієпископом, Понкаллека судять на сфабрикованому процесі і засуджують до страти. Філіпп хоче помилувати його і трьох драгунів, засуджених разом з ним, але вимушений поступитися Дюбуа, який погрожує своєю відставкою.
Дюбуа непомірно перебільшує небезпеку бретонського повстання, щоб приборкати Бретань, стратити Понкаллека і завоювати вдячність англійців; зробивши це, він наклика́є на себе ненависть і презирство регента. Після чергової нічної оргії в масках Філіпп вимагає відвезти його до хірурга Ширака, щоб той відрізав йому руку, оскільки вона, за його словами, смердить. Дорогою його карета, що мчить без всілякої обережності, потрапляє в аварію і насмерть давить дитину. Коли Філіпп йде геть, сестра загиблої дитини підмовляє селян спалити карету регента…

## У ролях
| Філіпп Нуаре      | ···· | Філіпп Орлеанський, регент Людовика XV        |
| Жан Рошфор        | ···· | аббат Гійом Дюбуа                             |
| Жан-П'єр Мар'єль  | ···· | маркіз де Понкаллек                           |
| Крістіна Паскаль  | ···· | Амелі                                         |
| Жерар Дезарт      | ···· | герцог Бурбонський                            |
| Альфред Адам      | ···· | Вільруа                                       |
| Марина Владі      | ···· | Марі-Мадлен де Ла В'євіль, графиня де Парабер |
| Тьєррі Лермітт    | ···· | граф де Орн                                   |
| Бернар Лажарріж   | ···· | Аморі де Ламбіллі                             |
| Ніколь Гарсія     | ···· | Ла Фійон                                      |
| Жан-Роже Коссімон | ···· | кардинал                                      |
| Жан-Поль Фарре    | ···· | панотець Бурдо                                |
| Реймон Жирар      | ···· | Ширак                                         |
| Жорж Рік'є        | ···· | Брюне д'Іврі                                  |
| Елен Венсан       | ···· | мадам де Сен-Симон                            |
| Мішель Блан       | ···· | камердинер Людовика XV                        |

## Визнання
| Нагороди та номінації фільму «Нехай розпочнеться свято» | Нагороди та номінації фільму «Нехай розпочнеться свято» | Нагороди та номінації фільму «Нехай розпочнеться свято» | Нагороди та номінації фільму «Нехай розпочнеться свято» | Нагороди та номінації фільму «Нехай розпочнеться свято» | Нагороди та номінації фільму «Нехай розпочнеться свято» |
| Рік                                                     | Кінофестиваль/кінопремія                                | Категорія/нагорода                                      | Номінант                                                | Результат                                               |                                                         |
| ------------------------------------------------------- | ------------------------------------------------------- | ------------------------------------------------------- | ------------------------------------------------------- | ------------------------------------------------------- | ------------------------------------------------------- |
| 1976                                                    | Премія «Сезар»                                          | Найкращий фільм                                         | Нехай розпочнеться свято                                | Номінація                                               |                                                         |
| 1976                                                    | Премія «Сезар»                                          | Найкращий режисер                                       | Бертран Таверньє                                        | Перемога                                                |                                                         |
| 1976                                                    | Премія «Сезар»                                          | Найкращий актор другого плану                           | Жан Рошфор                                              | Перемога                                                |                                                         |
| 1976                                                    | Премія «Сезар»                                          | Найкраща акторка другого плану                          | Крістіна Паскаль                                        | Номінація                                               |                                                         |
| 1976                                                    | Премія «Сезар»                                          | Найкращий оригінальний або адаптований сценарій         | Жан Оранш, Бертран Таверньє                             | Перемога                                                |                                                         |
| 1976                                                    | Премія «Сезар»                                          | Найкращі декорації                                      | П'єр Гюффруа                                            | Перемога                                                |                                                         |
| 1976                                                    | Премія «Сезар»                                          | Найкраща музика до фільму                               | Філіпп Орлеанський, Антуан Дюамель                      | Номінація                                               |                                                         |
| 1976                                                    | Синдикат французьких кінокритиків                       | Приз за найкращий французький фільм                     | Нехай розпочнеться свято                                | Перемога                                                |                                                         |